# Internationale der Öffentlichen Dienste

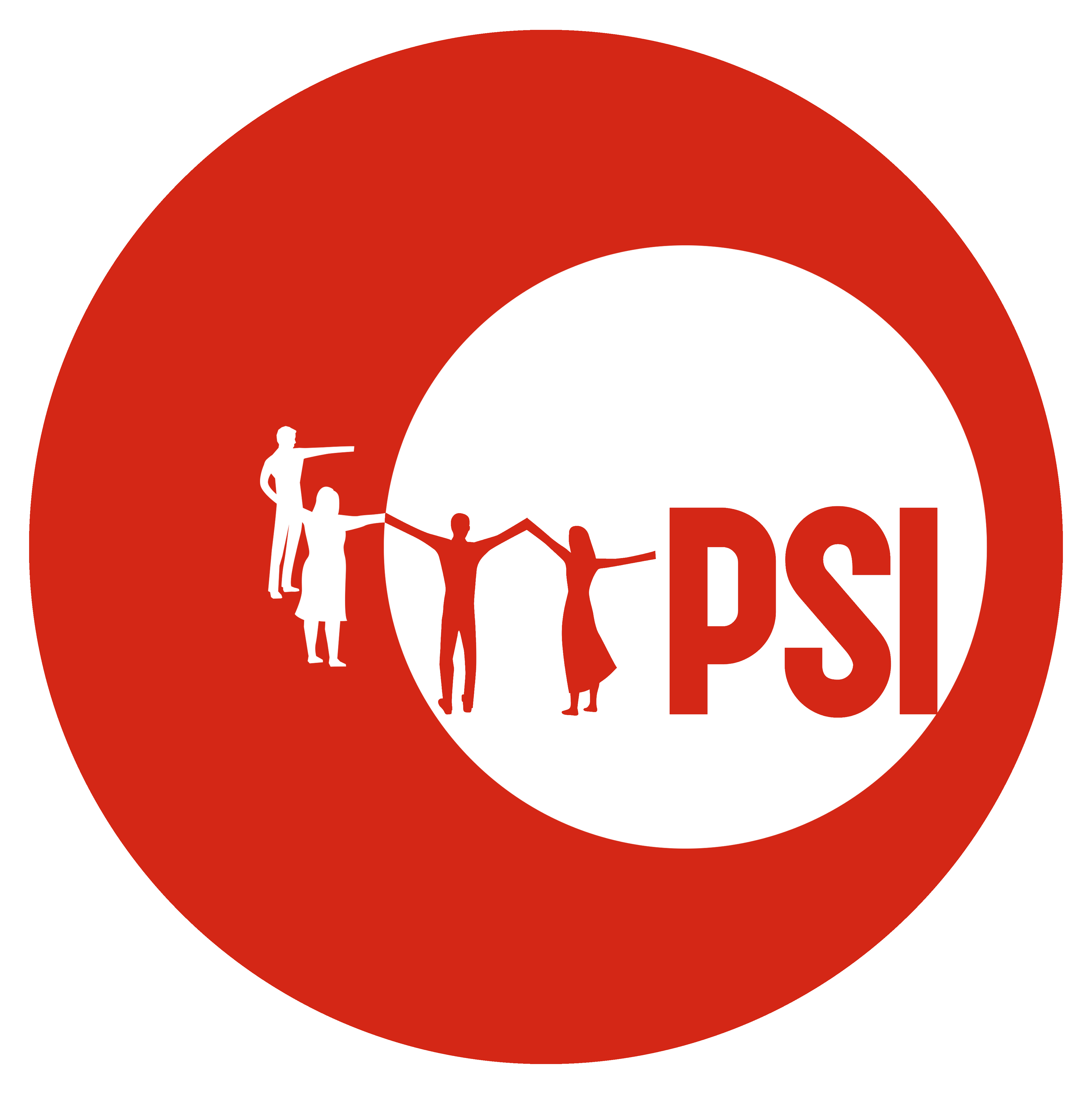

Die Internationale der Öffentlichen Dienste (IÖD), englisch Public Services International (PSI) ist eine der Globalen Gewerkschaftsföderationen mit 669 Gewerkschaften des öffentlichen Sektors mit rund 20 Millionen Mitgliedern in 154 Staaten. Die Organisation wurde 1907 an ihrem heutigen Hauptsitz Ferney-Voltaire in Frankreich gegründet.
Präsident ist Dave Prentis. Generalsekretärin ist Rosa Pavanelli. Deutsches Mitglied ist die Vereinte Dienstleistungsgewerkschaft (ver.di).
Der zugehörige  Europäische Gewerkschaftsverband ist der Europäische Gewerkschaftsverband für den Öffentlichen Dienst.

## PSI-Weltkongresse
- 2012 Durban (#29)[2]
- 2017 Genf (#30)[3]